# Main Brook
Main brook est une municipalité située à l'ouest l'Île de Terre-Neuve, dans la province de Terre-Neuve-et-Labrador, au Canada. Elle est accessible par la route 432.

## Climat
| Mois                                  | jan.     | fév.     | mars     | avril    | mai      | juin    | jui.    | août      | sep.    | oct.      | nov.       | déc.      | année        |
| ------------------------------------- | -------- | -------- | -------- | -------- | -------- | ------- | ------- | --------- | ------- | --------- | ---------- | --------- | ------------ |
| Température minimale moyenne (°C)     | −15,7    | −16      | −11,1    | −4,2     | 0,5      | 4,9     | 9,1     | 9,9       | 6,2     | 1,5       | −3,8       | −10,1     | −2,4         |
| Température moyenne (°C)              | −11      | −11      | −6,4     | −0,3     | 5,1      | 10      | 14,2    | 14,7      | 10,7    | 5         | −0,7       | −6,4      | 2            |
| Température maximale moyenne (°C)     | −6,3     | −6       | −1,7     | 3,6      | 9,6      | 15      | 19,2    | 19,5      | 15,2    | 8,5       | 2,5        | −2,6      | 6,4          |
| Record de froid (°C) date du record   | −34 1985 | −35 1993 | −34 1993 | −22 1994 | −10 1993 | −2 1996 | 0 1995  | 1 1985    | −3 1986 | −9 1993   | −22,5 1989 | −31 1989  | −35 2/2/1993 |
| Record de chaleur (°C) date du record | 11 1996  | 9 1996   | 11 1988  | 15 1996  | 25 1992  | 30 1989 | 31 1983 | 30,5 1996 | 28 1983 | 23,5 2005 | 18,5 1996  | 13,5 2005 | 31 5/7/1983  |
| Précipitations (mm)                   | 129,8    | 137,8    | 88,4     | 69,9     | 73,6     | 99      | 108,8   | 100,1     | 89,6    | 105,8     | 92,1       | 129       | 1 223,9      |
| dont neige (cm)                       | 120,2    | 125,1    | 73,2     | 36,3     | 12,8     | 1,1     | 0       | 0         | 0       | 2,9       | 39,7       | 103,8     | 515          |
| Nombre de jours avec précipitations   | 12,3     | 10,9     | 9,5      | 8,5      | 10,7     | 11,9    | 13,4    | 11,9      | 11,7    | 14,7      | 12,1       | 13        | 140,5        |
| Nombre de jours avec neige            | 11,1     | 9,9      | 7,6      | 4,5      | 1,2      | 0,14    | 0       | 0         | 0       | 0,67      | 5,1        | 10,4      | 50,7         |

| Diagramme climatique                                  |            |               |             |            |         |              |              |             |             |             |              |
| J                                                     | F          | M             | A           | M          | J       | J            | A            | S           | O           | N           | D            |
| −6,3−15,7129,8                                        | −6−16137,8 | −1,7−11,188,4 | 3,6−4,269,9 | 9,60,573,6 | 154,999 | 19,29,1108,8 | 19,59,9100,1 | 15,26,289,6 | 8,51,5105,8 | 2,5−3,892,1 | −2,6−10,1129 |
| Moyennes : • Temp. maxi et mini °C • Précipitation mm |            |               |             |            |         |              |              |             |             |             |              |